# Спасская волость (Томский уезд)
Спа́сская во́лость — административно-территориальная единица, входившая в состав Томского уезда (округа) Томской губернии в период с 1804 года по май 1925 года.

## Общие сведения
Административный центр — село Спасское  (ныне это село Коларово Томского района Томской области) на правобережье реки Томи. В селе Спасском с XVII века действовала церковь во имя Нерукотворного образа Спасителя («Спаса»), в которой, в частности, вёлся учёт всех рождающихся в деревнях и сёлах окру́ги.
Волость относилась к территории Томского уезда Томской губернии.
Волость объединяла сёла и деревни, преимущественно созданные более 350 лет назад казаками на пространстве правобережья реки Томи.
Волостной центр располагался в 17 верстах по прямой южнее губернского города Томска (по Спасскому тракту), на берегу Томи.
Была образована при создании Томской губернии, так как первое документальное упоминание о ней зафиксировано в 1805 году в метрических книгах православных церквей Томского уезда (ГАТО, фонд 495, опись 1, дела 1-7 — фонд 9, опись 1, дела 7, 12, 17, 30, 47, 55, 66, 85, 97 — фонд 9, опись 1, дела 118, 137). Она также упоминается в 1812 году в документе «Свод ревизских сказок подушной переписи населения Томского уезда за 1812 год» [подушевая перепись уездного населения] (ГАТО, фонд 321, опись 1: «Ревизские сказки 1, 5-10 ревизий»).
К особенности волости относится то, что в конце XIX — начале XX веков полностью окружала в своей северной части территорию губернского и уездного города Томска.

## География и административное деление
Ныне территория бывшей Спасской волости Томского уезда — это южная часть современного Томского района Томской области.
Окружение волости в 1900 году:
| северо-запад: Нелюбинская волость                   | север: губернский город Томск и Петропавловская волость | северо-восток: Семилужная волость                    |
| запад: Зоркальцевская волость и Варюхинская волость | . Спасская волость                                      | восток: Ишимская волость и Судженская волость        |
| юго-запад: Варюхинская волость                      | юг: Петуховская волость и Романовская волость           | юго-восток: Петуховская волость и Судженская волость |

Поселения Спасской волости на 1911 год:
| №  | Поселение              | Ныне                                                | Дворов | Примечание                   |
| 1  | с. Спасское            | с 1925 Коларово                                     | 155    | При Томи                     |
| 2  | д. Батурина            | Батурино                                            | 150    | При Якуниной                 |
| 3  | д. Нижне-Шубина        | Некрасово                                           | 49     | При Басандайке               |
| 4  | д. Аксенова            | Аксёново                                            | 34     | При Байкаловке (ныне Лесная) |
| 5  | д. Белоусова           | Белоусово                                           | 57     | При Таковой                  |
| 6  | д. Воронова            | Вороново                                            | 52     | При Басандайке               |
| 7  | д. Лучанова            | Лучаново                                            | 60     | При Васильевке               |
| 8  | д. Большанина          | Магадаево                                           | 20     | При Боженовке                |
| 9  | д. Федосеева           | с 1960-х Богашёво                                   | 30     | На возвышенном месте         |
| 10 | д. Ипатова             |                                                     | 44     | При болотном ручье           |
| 11 | д. Заварзина           | Заварзино                                           | 40     | При Ушайке                   |
| 12 | д. Бородина            | Садово-дачный массив между Степановкой и Заварзиным | 9      | При Еловке                   |
| 13 | д. Хайдукова           | Поглащена Степановкой                               | 6      | При болотном ручье           |
| 14 | д. Просекина           | Просекино                                           | 16     | При Басандайке               |
| 15 | д. Писарева            | Писарево                                            | 20     | При Басандайке               |
| 16 | д. Аникина             | Аникино                                             | 22     | При Басандайке               |
| 17 | д. Тарабыкина (Савина) |                                                     | 5      | При болотном ручье           |
| 18 | д. Жукова (Трубачева)  | Трубачёво                                           | 4      | При болотном ручье           |
| 19 | д. Оловянишникова      |                                                     | 3      | При болотном ручье           |
| 20 | с. Протопоповское      | Большое Протопопово                                 | 38     | При Ушайке                   |
| 21 | д. Протопопова         | Малое Протопопово                                   | 36     | При Ушайке                   |
| 22 | д. Лоскутова           | Старое Лоскутово                                    | 27     | При Каменке                  |
| 23 | д. Плотникова          | Плотниково                                          | 29     |                              |
| 24 | д. Кучумова            |                                                     | 30     | При Бобровке                 |
| 25 | д. Еркина              |                                                     | 14     |                              |
| 26 | д. Головнина           | Головина                                            | 53     | При Жуковке                  |
| 27 | д. Кислова             | Кисловка                                            | 38     | При Жуковке (ныне Кисловка)  |
| 28 | д. Кандинская          | Кандинка                                            | 25     | При Караулке (ныне Ум)       |
| 29 | с. Петуховское         | Петухово                                            | 155    | При Басандайке               |
| 30 | пос. Витебский         | ур. Витебский (рядом с Петухово)                    | 24     | При Басандайке               |
| 31 | пос. Сухаревский       | Сухарево                                            | 68     | При Ломовой                  |
| 32 | пос. Николаевский      |                                                     | 32     | При Большой и Малой Горевы   |
| 33 | пос. Позднеевский      | Позднеево                                           | 30     | Недалеко от р. Каличкиной    |
| 34 | пос. Таловский         | ур. Таловка                                         | 18     | Недалеко от р. Таловки       |
| 35 | пос. Жуковский         | ур. Жуковка                                         | 48     | При Жуковке                  |
| 36 | пос. Ивановский        | ур. Ивановка Кемеровской обл.                       | 98     | При Куербаке                 |
| 37 | пос. Серебряковский    |                                                     | 27     | При Ломовой                  |
| 38 | пос. Светлинский       | ур. Светлое Кемеровской обл.                        | 40     | На р. Светлой                |
|    |                        |                                                     |        |                              |

В 1924 году на основе Спасской волости была сформирована Спасская укрупнённая волость, в состав которой были введены упраздняемые волости: Александровская, Семилужная, Петуховская, Зоркальцевская и Нелюбинская.
В 1925 году Сибревком осуществляет административную реформу в Зауральской части РСФСР. Губернии, уезды и волости ликвидируются, на месте бывшей Томской губернии создаётся Сибирский край. В его составе образуется Томский округ. Волости или ликвидируются, или преобразуются в более укрупнённые образования — районы (кампания по районированию). В Томском округе формируются, в том числе, городские районы Томска и 2-х пригородных томских сельских районов, ранее являвшихся Спасской укрупнённой волостью (она становится Коларовским районом) и Петропавловской волостью (Северный район). Администрация Томского (Коларовского) района Томского округа Сибирского края РСФСР располагается в селе Коларово (переименовано из Спасского).